# テルツェット
テルツェット（欧字名:Terzetto、2017年4月20日 - ）は、日本の競走馬。主な勝ち鞍は2021年のダービー卿チャレンジトロフィー、2021年・2022年のクイーンステークス。
馬名の意味は「三重奏、三重唱(音楽用語)。本馬が母の3番仔より連想」。

## 戦績

### デビュー前
2017年4月20日、北海道安平町のノーザンファームで誕生した。2018年のセレクトセール1歳市場にて5000万円（税別）で (有)シルクホースクラブにより落札された。
その後、美浦・和田正一郎厩舎に入厩した。

### 2歳（2019年）
12月7日中山の2歳新馬戦（芝1600m）に柴山雄一を鞍上に迎えて出走。中団で脚を溜め、直線で外から抜け出すと最後は後続に2馬身差をつけデビュー戦を飾った。

### 3歳（2020年）
3月31日のミモザ賞では中団追走からしぶとく脚を伸ばすもののウインマリリンの3着に敗れる。間隔を置いて6月27日東京の3歳以上1勝クラス（芝1600m）に出走予定であったが前頭部裂創のため出走取消となった。8月15日の村上特別では道中中団追走から直線で鋭く脚を伸ばすと、最後は後続に3馬身差つけ2勝目を挙げる。11月1日の国立特別では最後の直線で馬場のインから差し切り勝ちして3勝目をマークし、3歳シーズンを終えた。

### 4歳（2021年）
1月31日の節分ステークスでは道中後方で待機し、直線で外から追い上げてくると最後は先に抜け出したオールイズウェルをハナ差かわして3連勝となり、オープンクラスに昇級する。重賞初挑戦となったダービー卿チャレンジトロフィーでは後方追走から直線で外から追い込んでくると、最後はカテドラルに1馬身差つけて快勝。4連勝で重賞初制覇を果たした。初GIながら3番人気に推されたヴィクトリアマイルは後方で脚を溜めるが直線伸びず14着と惨敗。初めての馬券外が二桁着順となった。次走、2020年東京オリンピックの関係で函館競馬場で行われたクイーンステークスは道中後方から直線で一気に脚を伸ばし、マジックキャッスルをゴール前でクビ差差し切り快勝。重賞2勝目を手にした。3か月半ぶりとなったエリザベス女王杯は中団のインで追走していたが、直線半ばで末脚が鈍り伸びきれず11着に敗れた。

### 5歳（2022年）
5歳初戦として、GIII中山牝馬ステークスに出走。トップハンデの56.5kgを背負い3番人気で迎えたレースでは、最後の直線で伸びきれずに5着に敗れた。鞍上の田辺裕信は「斤量が響いているのかそれほど弾けなかった。手応えももう一つで自分から進んでいく感じではなかった。小柄な馬なので斤量差もあったのでしょうか」とコメントした。続くヴィクトリアマイルではいいところなく13着と惨敗する。
連覇をかけて挑んだクイーンステークスでは1番枠スタートから道中中団を追走すると、最後の直線で最内から抜け出して快勝。同競走3頭目の連覇を果たした。
11月13日のエリザベス女王杯では中団で待機するも直線で伸びを欠いて12着に沈んだ。その後、12月8日付けで競走馬登録を抹消。生まれ故郷のノーザンファームで繁殖牝馬となる。

## 競走成績
以下の内容は、JBISサーチおよびnetkeiba.comに基づく。
| 競走日     | 競馬場 | 競走名           | 格   | 距離（馬場）  | 頭 数 | 枠 番 | 馬 番 | オッズ （人気） | 着順 | タイム （上り3F） | 着差 | 騎手        | 斤量 [kg] | 1着馬（2着馬）         | 馬体重 [kg] |
| ---------- | ------ | ---------------- | ---- | ------------- | ----- | ----- | ----- | --------------- | ---- | ----------------- | ---- | ----------- | --------- | ---------------------- | ----------- |
| 2019.12.07 | 中山   | 2歳新馬          |      | 芝1800m（稍） | 15    | 2     | 3     | 006.90（2人）   | 01着 | R1:50.9（35.1）   | -0.3 | 0柴山雄一   | 54        | （ルヴェルソー）       | 422         |
| 2020.03.31 | 中山   | ミモザ賞         | 1勝  | 芝2000m（稍） | 11    | 7     | 8     | 005.00（2人）   | 03着 | R2:02.9（36.9）   | -0.4 | 0柴山雄一   | 54        | ウインマリリン         | 416         |
| 0000.06.27 | 東京   | 3歳上1勝クラス   |      | 芝1600m（良） | 16    | 1     | 1     |                 | 取消 |                   |      | 0戸崎圭太   | 52        | ウインレフィナード     | 計不        |
| 0000.08.15 | 新潟   | 村上特別         | 1勝  | 芝1600m（良） | 17    | 1     | 1     | 003.80（1人）   | 01着 | R1:33.3（33.9）   | -0.5 | 0三浦皇成   | 52        | （リーディングパート） | 428         |
| 0000.11.01 | 東京   | 国立特別         | 2勝  | 芝1600m（良） | 10    | 5     | 5     | 001.70（1人）   | 01着 | R1:35.2（33.0）   | -0.0 | 0戸崎圭太   | 53        | （レッドヴァール）     | 424         |
| 2021.01.31 | 東京   | 節分S            | 3勝  | 芝1600m（良） | 12    | 8     | 11    | 003.10（2人）   | 01着 | R1:33.3（33.6）   | -0.0 | 0戸崎圭太   | 54        | （オールイズウェル）   | 424         |
| 0000.04.03 | 中山   | ダービー卿CT     | GIII | 芝1600m（良） | 15    | 5     | 9     | 006.30（3人）   | 01着 | R1:32.6（34.7）   | -0.2 | 0M.デムーロ | 53        | （カテドラル）         | 418         |
| 0000.05.16 | 東京   | ヴィクトリアM    | GI   | 芝1600m（良） | 18    | 5     | 9     | 013.60（3人）   | 14着 | R1:32.4（33.5）   | -1.4 | 0M.デムーロ | 55        | グランアレグリア       | 426         |
| 0000.08.01 | 函館   | クイーンS        | GIII | 芝1800m（良） | 12    | 7     | 9     | 005.00（3人）   | 01着 | R1:47.8（35.2）   | -0.1 | 0C.ルメール | 55        | （マジックキャッスル） | 426         |
| 0000.11.14 | 阪神   | エリザベス女王杯 | GI   | 芝2200m（良） | 17    | 4     | 8     | 009.60（4人）   | 11着 | R2:13.0（36.8）   | -0.9 | 0M.デムーロ | 56        | アカイイト             | 424         |
| 2022.03.12 | 中山   | 中山牝馬S        | GIII | 芝1800m（良） | 16    | 5     | 9     | 005.80（3人）   | 05着 | R1:47.0（34.0）   | -0.2 | 0田辺裕信   | 56.5      | クリノプレミアム       | 432         |
| 0000.05.15 | 東京   | ヴィクトリアM    | GI   | 芝1600m（良） | 18    | 8     | 18    | 031.70（8人）   | 13着 | R1:33.0（32.9）   | -0.8 | 0D.レーン   | 55        | ソダシ                 | 432         |
| 0000.07.31 | 札幌   | クイーンS        | GIII | 芝1800m（良） | 14    | 1     | 1     | 006.70（2人）   | 01着 | R1:47.8（34.4）   | -0.0 | 0池添謙一   | 56        | （サトノセシル）       | 436         |
| 0000.11.13 | 阪神   | エリザベス女王杯 | GI   | 芝2200m（重） | 18    | 8     | 16    | 083.6（16人）   | 12着 | R2:14.9（36.1）   | -1.9 | 0池添謙一   | 56        | ジェラルディーナ       | 438         |

## 血統表
| テルツェットの血統              | テルツェットの血統                            | テルツェットの血統               | （血統表の出典）                 | （血統表の出典） |
| 父系                            | サンデーサイレンス系                          | サンデーサイレンス系             | サンデーサイレンス系             | [ § 2 ]          |
| 父 ディープインパクト 2002 鹿毛 | 父の父*サンデーサイレンス 1986 青鹿毛         | Halo                             | Hail to Reason                   | Hail to Reason   |
| 父 ディープインパクト 2002 鹿毛 | 父の父*サンデーサイレンス 1986 青鹿毛         | Halo                             | Cosmah                           |                  |
| 父 ディープインパクト 2002 鹿毛 | 父の父*サンデーサイレンス 1986 青鹿毛         | Wishing Well                     | Understanding                    | Understanding    |
| 父 ディープインパクト 2002 鹿毛 | 父の父*サンデーサイレンス 1986 青鹿毛         | Wishing Well                     | Mountain Flower                  |                  |
| 父 ディープインパクト 2002 鹿毛 | 父の母*ウインドインハーヘア 1991 鹿毛         | Alzao                            | Lyphard                          | Lyphard          |
| 父 ディープインパクト 2002 鹿毛 | 父の母*ウインドインハーヘア 1991 鹿毛         | Alzao                            | Lady Rebecca                     |                  |
| 父 ディープインパクト 2002 鹿毛 | 父の母*ウインドインハーヘア 1991 鹿毛         | Burghclere                       | Busted                           | Busted           |
| 父 ディープインパクト 2002 鹿毛 | 父の母*ウインドインハーヘア 1991 鹿毛         | Burghclere                       | Highclere                        |                  |
| 母 ラッドルチェンド 2010 鹿毛   | 母の父Danehill Dancer 1993 鹿毛               | *デインヒル                      | Danzig                           | Danzig           |
| 母 ラッドルチェンド 2010 鹿毛   | 母の父Danehill Dancer 1993 鹿毛               | *デインヒル                      | Razyana                          |                  |
| 母 ラッドルチェンド 2010 鹿毛   | 母の父Danehill Dancer 1993 鹿毛               | Mira Adonde                      | Sharpen Up                       | Sharpen Up       |
| 母 ラッドルチェンド 2010 鹿毛   | 母の父Danehill Dancer 1993 鹿毛               | Mira Adonde                      | Lettre d'Amour                   |                  |
| 母 ラッドルチェンド 2010 鹿毛   | 母の母*ラヴズオンリーミー Honey Bun 2006 鹿毛 | Storm Cat                        | Storm Bird                       | Storm Bird       |
| 母 ラッドルチェンド 2010 鹿毛   | 母の母*ラヴズオンリーミー Honey Bun 2006 鹿毛 | Storm Cat                        | Terlingua                        |                  |
| 母 ラッドルチェンド 2010 鹿毛   | 母の母*ラヴズオンリーミー Honey Bun 2006 鹿毛 | Monevassia                       | Mr. Prospector                   | Mr. Prospector   |
| 母 ラッドルチェンド 2010 鹿毛   | 母の母*ラヴズオンリーミー Honey Bun 2006 鹿毛 | Monevassia                       | Miesque                          |                  |
| 母系(F-No.)                     | ラヴズオンリーミー(USA)系(FN:20)              | ラヴズオンリーミー(USA)系(FN:20) | ラヴズオンリーミー(USA)系(FN:20) | [ § 3 ]          |
| 5代内の近親交配                 | Northern Dancer 5×5･5=9.38%                   | Northern Dancer 5×5･5=9.38%      | Northern Dancer 5×5･5=9.38%      | [ § 4 ]          |
| 出典                            | 1. 2. 3. 4.                                   | 1. 2. 3. 4.                      | 1. 2. 3. 4.                      | 1. 2. 3. 4.      |

- 4代母に世界的名牝のMiesqueがいる血統。
- 叔父にドバイターフ勝ち馬のリアルスティール、叔母に優駿牝馬・クイーンエリザベス2世カップ・BCフィリー&メアターフ・香港カップ勝ち馬のラヴズオンリーユーがいる。